# Pristiphora gaunitzi
Pristiphora gaunitzi är en stekelart som beskrevs av Lindqvist 1968. Pristiphora gaunitzi ingår i släktet Pristiphora, och familjen bladsteklar. Arten är reproducerande i Sverige.